# Димитров, Пантелей
Пантелей Костади́нов Дими́тров (болг. Пантелей Костадинов Димитров; 2 ноября 1940 — 23 июня 2001) — болгарский футболист, игравший на позиции полузащитника. Участник чемпионата мира 1962 года.

## Биография

### Игровая карьера
Димитров в течение 7 сезонов играл за софийский ЦСКА, в составе которого выиграл 4 чемпионских титула и Кубок Болгарии в 1961 году. Покинув «армейцев», затем он играл за софийский «Спартак» (1965—1968) и варнский «Спартак» (1968—1972), в котором завершил карьеру в возрасте 31 года.
В составе сборной Болгарии Димитров принимал участие на чемпионате мира 1962 года, но на турнире не сыграл ни в одном из матчей. На групповом этапе болгары заняли в своей группе последнее место, набрав одно очко.

### Смерть
Скончался 23 июня 2001 года в возрасте 60 лет.

## Достижения
ЦСКА (София)
- Чемпион Болгарии (4): 1958/1959, 1959/1960, 1960/1961, 1961/1962
- Обладатель Кубка Болгарии (1) : 1961

## Ссылка
- Пантелей Димитров на сайте ЦСКА София